# Petras Vileišis
Petras Vileišis (Mediniai, 25 de gener de 1851 - Palanga, 12 d'agost de 1926) va ser un destacat enginyer, activista polític i filantrop lituà.

## Biografia
Els seus primers anys d'escolaritat van tenir lloc a Panevėžys. Va completar els seus estudis secundaris [ Šiauliai, on es va graduar amb honors. El 1874, va fer estudis de física i matemàtica a la Universitat de Sant Petersburg. Durant aquest temps en la universitat, juntament amb dos dels seus germans, Jonas i Antanas, que pertanyien a l'organització clandestina «Dotze Apòstols», havien distribuït il·legalment publicacions lituanes, en l'època en la qual estava prohibida la llengua lituana per les autoritats tsaristes.
Més tard va acumular una gran fortuna com a resultat del seu treball d'enginyer, gran part del qual es distribueix en organitzacions socials lituanes. Petras Vileišis va fundar a Vílnius el 1904, el primer diari jurídic en llengua lituana el Vilniaus žinios. També va ser un mecenes de les arts i va patrocinar la Primera Exposició d'Art de Lituània, que va tenir lloc a la seva casa palatina el 1907, amb la presentació de l'obra dels pintors Mikalojus Konstantinas Čiurlionis i Antanas Žmuidzinavičius.
El 1926, durant unes vacances a Palanga, Petras Vileišis va morir, i va ser sepultat a Kaunas. Nou anys més tard (1935) es van traslladar les seves restes al cementiri de Rasos a Vílnius.